# Grace Kim
Grace Kim (n. 13 decembrie 2000) este o sportivă ce a reprezentat Australia. A participat la competiții asociate Jocurilor Olimpice în care a câștigat o medalie de aur.

## Participări
Lista de mai jos prezintă principalele competiții la care a participat Grace Kim de-a lungul carierei.
- Golf en los Juegos Olímpicos de la Juventud de Buenos Aires 2018[*]